# Narsarsuaq
Narsarsuaq är en by i området Södra Grönland ca 44 km väster om Narsaq, grundad 1941. Byn har 145 invånare 2015 och ligger nära Narsarsuaq flygplats.
Narsarsuaq betyder bokstavligen Den Stora Planen. En äldre stavning av bynamnet är Narssarssuaq.
Narsarsuaq är en av få platser på Grönland där månadsmedeltemperaturen överstiger +10 grader Celsius (i juli). Detta innebär att Narsarsuaq inte har  arktiskt klimat. Det är ändå bara 10 km uppåt dalen till en tunga av inlandsisen. Det växer buskar här, bland annat av vide och björk. Det finns en botanisk trädgård kallad Arboretum Groenlandicum, med en stor samling planterade träd, bland annat gran, tall och lärk.

## Historia

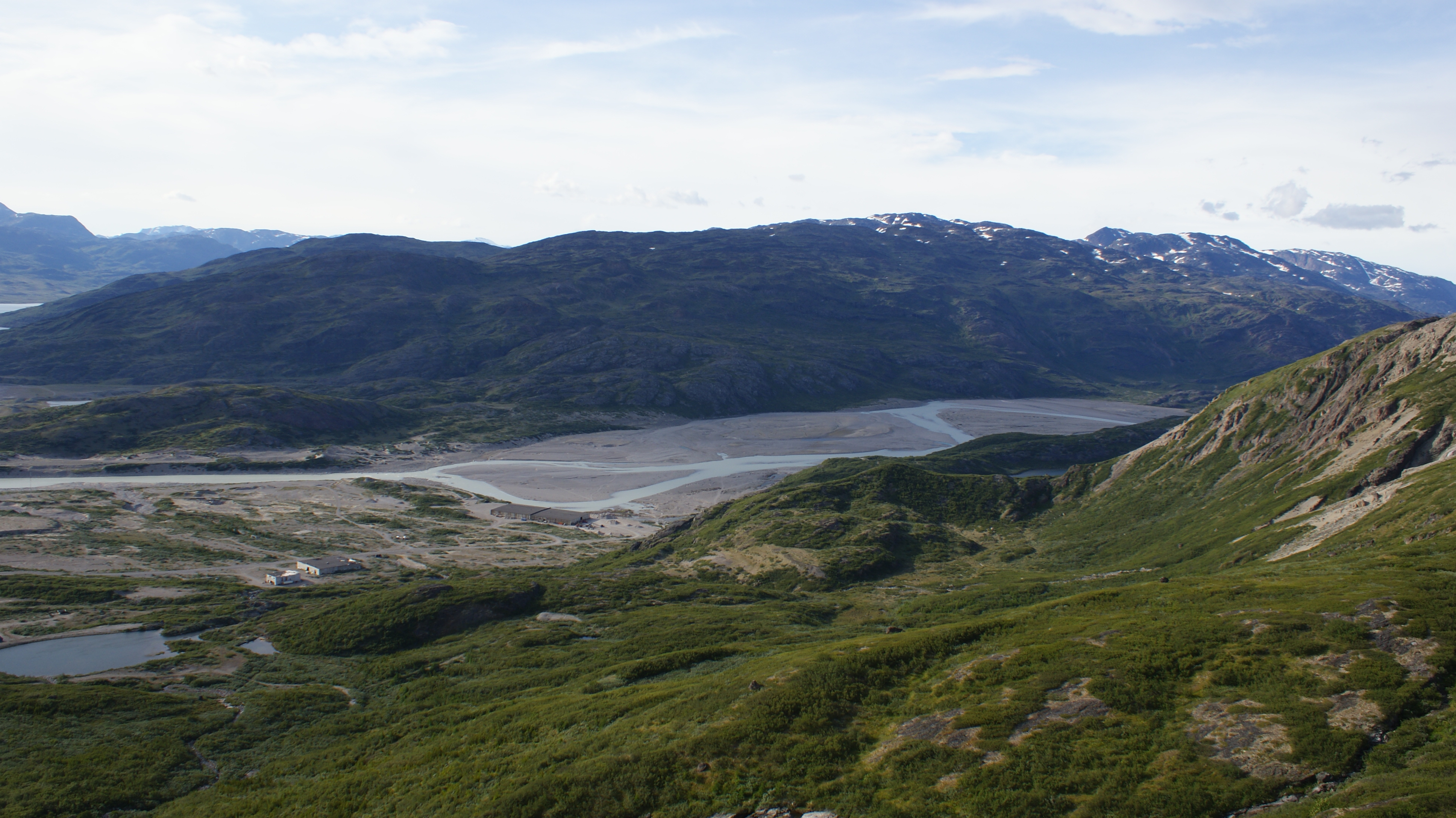
Narsarsuaqdalen (Flower Valley), sett från Mellemlandet

Nära Narsarsuaq låg den främsta bebyggda platsen på Grönland under Erik Rödes tid, vars gård Brattahlíð tros ha varit placerad väster om bosättningen, tvärs över fjorden.
1941 byggde USA en flygbas vid Narsarsuaq kallad Bluie West One. Tusentals plan tankade här på väg från flygplansfabriker i Nordamerika till krigszonen i Europa. Flygbasen användes efter kriget för civila plan och blev senare helt civil.